# Coiffe (architecture)
Pour les articles homonymes, voir Coiffe.
En architecture, la coiffe est une partie qui double et recouvre un autre élément afin de le protéger.

## Fonctions
La coiffe, en architecture, se distingue d'une simple toiture et d'une couvertine ou « couvre-mur ». L'objectif est généralement de protéger une partie exposée d'un bâtiment mais le choix du matériau (aluminium, acier, verre…), le coloris et la forme de la coiffe peuvent aussi jouer un rôle esthétique.
Dans le domaine du bâtiment, on peut par exemple utiliser une coiffe d'acrotère pour améliorer l'étanchéité d'un muret de toit-terrasse.
Dans le domaine maritime, une coiffe permet par exemple de couvrir un duc-d'Albe à la fois pour abriter les pilotis et pour améliorer la visibilité de cet aménagement portuaire.
Exemples de bâtiments coiffés :
- En Arménie, l'église Sourp Astvatsatsin construite au XIIIe siècle à Nor Varagavank est surmontée d'un tambour à coiffe conique (en pierre[précision nécessaire]).
- En Californie, la tour Salesforce, tour de l'éditeur de logiciel Salesforce achevée en 2017 et désormais omniprésente dans la ligne d'horizon de San Francisco[1], est couronnée par une coiffe de verre de 30 mètres de hauteur qui attire l'attention en reflétant la lumière de jour et qui est illuminée la nuit[2],[3].